# بوکس (فیلم ۲۰۱۵)
بوکس (انگلیسی: Box) یک فیلم در ژانر درام و عاشقانه به کارگردانی فلورین شربان است که در سال ۲۰۱۵ منتشر شد.
از بازیگران این فیلم می توان به کاتالین میتولسکو اشاره کرد.